# Broadstone (Dorset)
Pour les articles homonymes, voir Broadstone.
Broadstone est une ville du Dorset, en Angleterre, située dans la banlieue de Poole. Au moment du recensement de 2011, elle comptait 10 303 habitants.
Londres se trouve à 175 km.

## Histoire
La « ferme de Broadstone » fut construite en 1840, elle fut desservie par chemin de fer dès 1847. La première église communale fut créée en 1853, appelée ultérieurement Scout hall. La première station ferroviaire est édifiée en 1872 sous le nom New Poole Junction et, après de nombreux autres noms, elle devient « Broadstone » en 1890. La spécialité locale fut jusqu'au XXe siècle la production d'huile essentielle de lavande. L'usine a brûlé en 1935, cela cause l'arrêt de la production mais de la lavande est encore trouvable aux alentours. Le développement démographique rapide de la ville cause l'ouverture d'un grand nombre d'écoles.

## Résidents notables

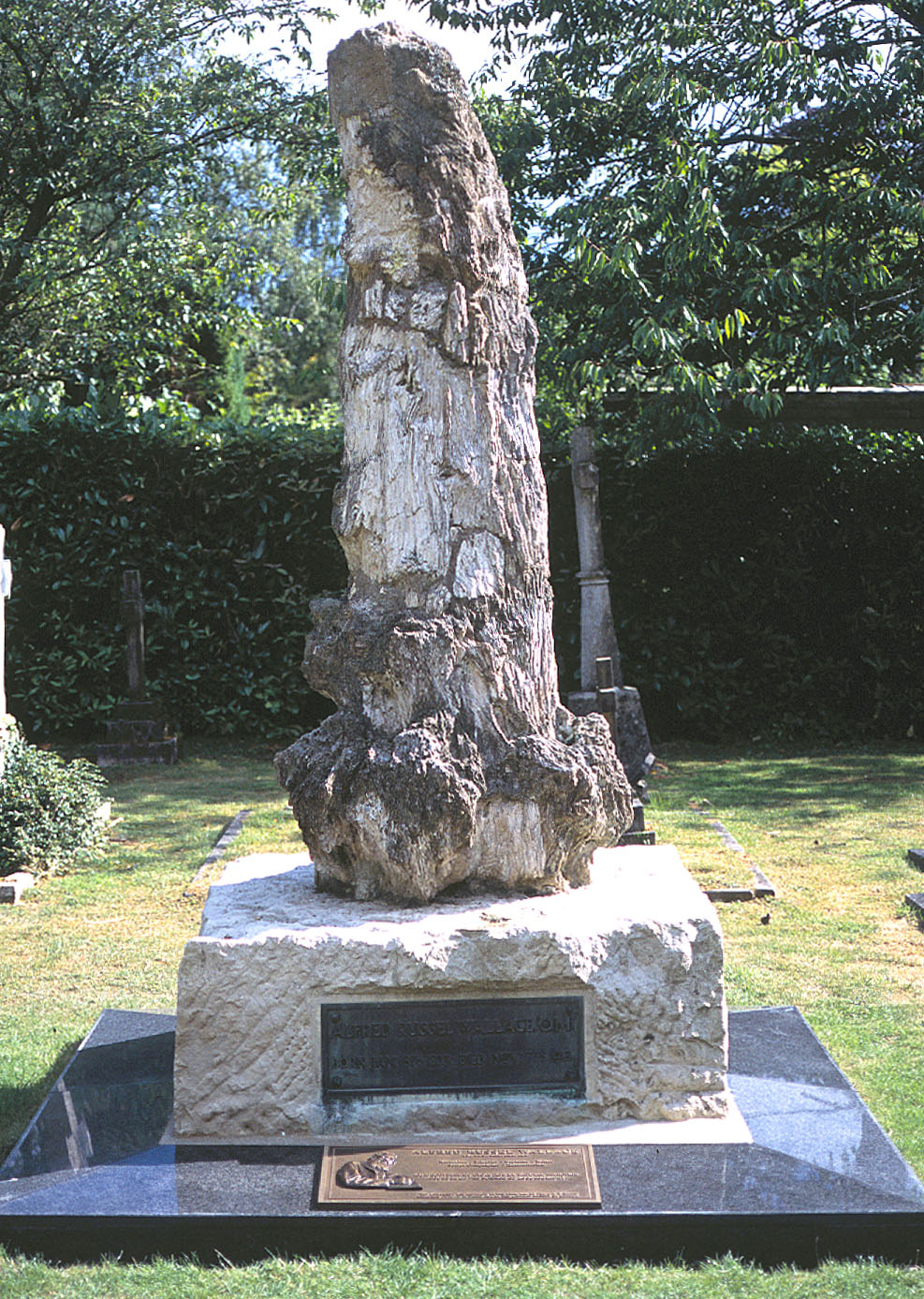
La tombe d'Alfred Russel Wallace.

Le biologiste Alfred Russel Wallace est mort à Broadstone en 1913, et il est inhumé au cimetière municipal. La députée libérale-démocrate Annette Brooke réside actuellement à Broadstone. Bryan Telfer, un commodore dans la Royal Navy et vétéran de la guerre des Malouines, est enterré dans le cimetière de la ville.